# Symmerus vockerothi
Symmerus vockerothi is een muggensoort uit de familie van de paddenstoelmuggen (Mycetophilidae). De wetenschappelijke naam van de soort is voor het eerst geldig gepubliceerd in 1974 door Eugene Gordon Munroe.